# Sussargues
Sussargues é uma comuna francesa na região administrativa de Occitânia, no departamento de Hérault. Estende-se por uma área de 6,48 km². Em 2010 a comuna tinha 2 833 habitantes (densidade: 437,2 hab./km²).